# Podkońce
Podkońce (prononciation : [pɔtˈkɔɲt͡sɛ]) est un village polonais de la gmina de Rzeczniów dans le powiat de Lipsko de la voïvodie de Mazovie dans le centre-est de la Pologne.
Il se situe à environ 7 kilomètres à l'ouest de Rzeczniów (siège de la gmina), 22 km à l'ouest de Lipsko (siège du powiat) et à 121 km au sud de Varsovie (capitale de la Pologne).

## Histoire
De 1975 à 1998, le village appartenait administrativement à la voïvodie de Radom.